# Basil Heatley
Benjamin Basil Heatley (ur. 25 grudnia 1933 w Kenilworth, zm. 3 sierpnia 2019 w Worcester) – brytyjski lekkoatleta (długodystansowiec), wicemistrz olimpijski z 1964.
Początkowo odnosił sukcesy w biegach przełajowych. Startując jako reprezentant Anglii zajął 2. miejsce w 1957 w Crossie Narodów (poprzedniku mistrzostw świata w biegach przełajowych), a w 1961 zwyciężył w tej imprezie.
13 czerwca 1964 zwyciężył w biegu maratońskim zwanym Polytechnic Marathon z metą w Chiswick, ustanawiając najlepszy wynik na świecie (rekordów świata w maratonie wówczas nie odnotowywano) czasem 2:13:35.
Na igrzyskach olimpijskich w 1964 w Tokio zdobył srebrny medal w maratonie za Abebe Bikilą z Etiopii, a przed  Kōkichim Tsuburayą z Japonii, którego wyprzedził na płycie stadionu na 110 metrów przed metą. Bikila odebrał wówczas Heatleyowi nieoficjalny rekord świata.
Był mistrzem Wielkiej Brytanii (AAA) w biegu na 10 mil w 1960 i 1961 oraz w biegu przełajowym w latach 1960, 1961 i 1963, a także wicemistrzem w biegu na 6 mil w 1961 i w maratonie w 1963.